# گوستکوو (استان اشوی‌داشکسیه)
گوستکوو (به لهستانی: Gostków) یک منطقهٔ مسکونی در لهستان است که در گمینا بلیژن واقع شده‌است. گوستکوو ۳۶۰ نفر جمعیت دارد.